# Acaiatuca quadricostata
Acaiatuca quadricostata là một loài bọ cánh cứng trong họ Cerambycidae.